# AFC Women's Club Championship 2019
AFC Women's Club Championship 2019 là lần đầu tiên được tổ chức của giải đấu bóng đá các câu lạc bộ nữ châu Á do AFC tổ chức, được tổ chức tại Hàn Quốc từ ngày 26 đến 30 tháng 11 năm 2019. Bốn câu lạc bộ từ bốn hiệp hội đã được mời tham dự trong giải đấu này, còn được gọi là FIFA–AFC Pilot Women's Club Championship 2019.

## Các dội tham dự
Các đội sau đủ điều kiện để tham dự giải đấu.
| Hiệp hội           | Đội                              | Vượt qua vòng loại với tư cách            |
| ------------------ | -------------------------------- | ----------------------------------------- |
| Úc                 | Melbourne Victory                | Vô địch W-League 2018-19                  |
| Trung Quốc         | Giang Tô Thuấn Thiên             | Vô địch Chinese Women's Super League 2019 |
| Nhật Bản           | Nippon TV Beleza                 | Vô địch Giải hạng Nhất Nadeshiko 2018     |
| Hàn Quốc (chủ nhà) | Incheon Hyundai Steel Red Angels | Vô địch WK League 2018                    |

## Địa điểm
Tất cả các trận đấu đều được tổ chức tại Công viên Thể thao Yongin Citizen, Yongin.

## Định dạng
Các đội thi đấu một vòng tròn một lượt

## Bảng xếp hạng
| VT | Đội                                  | ST | T | H | B | BT | BB | HS  | Đ |
| -- | ------------------------------------ | -- | - | - | - | -- | -- | --- | - |
| 1  | Nippon TV Beleza (C)                 | 3  | 2 | 1 | 0 | 8  | 1  | +7  | 7 |
| 2  | Giang Tô Thuấn Thiên                 | 3  | 1 | 2 | 0 | 4  | 2  | +2  | 5 |
| 3  | Incheon Hyundai Steel Red Angels (H) | 3  | 1 | 0 | 2 | 4  | 4  | 0   | 3 |
| 4  | Melbourne Victory                    | 3  | 0 | 1 | 2 | 1  | 10 | − 9 | 1 |

## Các trận đấu
Tất cả các trận đấu đều là giờ địa phương KST(UTC + 9). 
| Nippon TV Beleza | 1–1                      | Jiangsu Suning |
| ---------------- | ------------------------ | -------------- |
| - Tanaka 9'      | Live Report Stats Report | - Chawinga 7'  |

| Melbourne Victory | 0–4                      | Incheon Hyundai Steel Red Angels                    |
| ----------------- | ------------------------ | --------------------------------------------------- |
|                   | Live Report Stats Report | - Kim Dam-bi 24' - Thaís 33' - Lee Sea-eun 57', 58' |

| Jiangsu Suning   | 1–1                      | Melbourne Victory |
| ---------------- | ------------------------ | ----------------- |
| - Tang Jiali 12' | Live Report Stats Report | - Maher 11'       |

| Incheon Hyundai Steel Red Angels | 0–2                      | Nippon TV Beleza             |
| -------------------------------- | ------------------------ | ---------------------------- |
|                                  | Live Report Stats Report | - Ueki 49' - Kobayashi 90+4' |

| Melbourne Victory | 0–5                      | Nippon TV Beleza                                        |
| ----------------- | ------------------------ | ------------------------------------------------------- |
|                   | Live Report Stats Report | - Tanaka 8', 48', 55' - Ito 38' (ph.đ.) - Iwasaki 90+1' |

| Jiangsu Suning      | 2–0                      | Incheon Hyundai Steel Red Angels |
| ------------------- | ------------------------ | -------------------------------- |
| - Chawinga 10', 50' | Live Report Stats Report |                                  |

## Cầu thủ ghi bàn
| Hạng | Cầu thủ          | Đội                              | Bàn thắng |
| ---- | ---------------- | -------------------------------- | --------- |
| 1    | Mina Tanaka      | Nippon TV Beleza                 | 4         |
| 2    | Tabitha Chawinga | Giang Tô Thuấn Thiên             | 3         |
| 3    | Lee sea-eun      | Incheon Hyundai Steel Red Angels | 2         |
| 4    | Sara Ito         | Nippon TV Beleza                 | 1         |
| 4    | Kokona Iwasaki   | Nippon TV Beleza                 | 1         |
| 4    | Kim Dam-bi       | Incheon Hyundai Steel Red Angels | 1         |
| 4    | Rikako Kobayashi | Nippon TV Beleza                 | 1         |
| 4    | Grace Maher      | Melbourne Victory                | 1         |
| 4    | Tang Jiali       | Giang Tô Thuấn Thiên             | 1         |
| 4    | Thaís Guedes     | Incheon Hyundai Steel Red Angels | 1         |
| 4    | Riko Ueki        | Nippon TV Beleza                 | 1         |